# Ned Jarrett

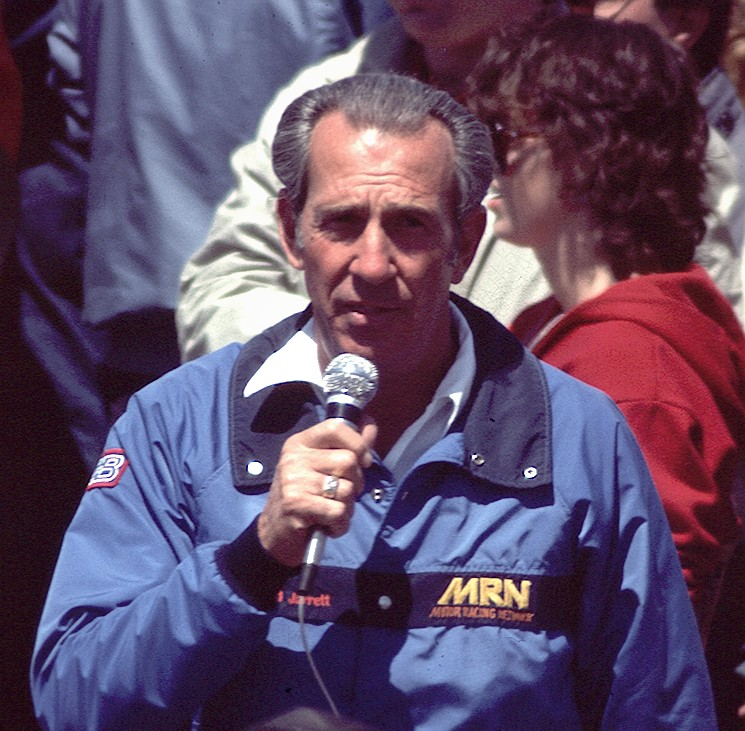
Ned Jarrett.

Ned Jarrett (Conover, Carolina del Norte,12 de octubre de 1932) es un piloto retirado de automovilismo estadounidense.
Fue campeón de la Copa NASCAR en dos ocasiones (1961, y 1965), subcampeón en el 1964, tercero en 1962, cuarto en 1963 y quinto en 1960.

## Carrera
Desde su debut en la categoría en 1953 hasta su retiro como piloto en 1966, acumuló 50 victorias, 239 top-10 y 35 poles en la serial. Ned corrió para distintos equipos, entre ellos, su propio equipo en 1953, entre 1955 y 1957 y entre 1959 y 1961, para B.G. Holloway entre 1961 y 1963, Charles Robinson en 1963 y 1964 y Bondy Long desde 1964 hasta 1966. De este modo, alternó entre automóviles Ford, Studebaker y las marcas de General Motors (Chevrolet, Buick, Oldsmobile, y Pontiac), y durante la mayor parte de su carrera en la Copa NASCAR corrió con el auto número 11.
Aparte de sus logros en la Copa NASCAR, también fue campeón de la Sportsman Division (ahora llamada Nationwide Series) en 1957 y 1958. Él es el padre de Dale Jarrett, piloto quien fue también campeón la Copa NASCAR en 1999, y abuelo de Jason Jarrett, también piloto de carreras.

## Temperamento
Ned es conocido por su actitud calmada, y llegó a ser conocido como "Gentleman Ned Jarrett", sin embargo, era un competidor intenso en la pista. Jarrett también fue comentarista de televisión para la CBS, ESPN y Fox Sports Net, y de radio para MRN (Motor Racing Network).

## Premios
También Ned fue inducido al Salón de la Fama Internacional de Automovilismo en 1991 (International Motorsports Hall of Fame), y al Salón de la Fama de NASCAR en 2011.